# شين جونغ جيون
شين جونغ جيون (ولد في 26 سبتمبر 1966) هو ممثل كوري جنوبي.

## روابط خارجية
- شين جونغ جيون على موقع IMDb (الإنجليزية)
- شين جونغ جيون على موقع ألو سيني (الفرنسية)
- شين جونغ جيون على موقع أول موفي (الإنجليزية)
- شين جونغ جيون على موقع قاعدة بيانات الفيلم (الإنجليزية)
- شين جونغ جيون على موقع كينوبويسك (الروسية)